# Amudién
Amudién je paleolitická kultura, spadající do mousténiénských kultur. Byl rozšířen v Levantě.
Definovala ho anglická badatelka Dorothy Garrod podle nálezu v pohoří Karmel v jeskyni Tabun.